# Lord Edgware Dies (film)

Austin Trevor ca Poirot și Richard Cooper ca Hastings

Lord Edgware Dies este un film de mister britanic din 1934 care a fost regizat de Henry Edwards, cu Austin Trevor, Jane Carr și Richard Cooper în rolurile principale. Filmul a avut la bază romanul Agathei Christie din 1933, Lord Edgware Dies. 
Trevor a jucat rolul lui Hercule Poirot pentru a treia oară, jucându-l anterior în Alibi și Cafeaua neagră, ambele lansate în 1931. La fel ca primele două, a fost filmat la studiourile londoneze Twickenham Film. În timp ce cele două filme anterioare sunt considerate acum pierdute, această producție s-a păstrat. Austin Trevor a mai jucat ulterior într-o ecranizare după Agatha Christie, în Omorurile alfabetice din 1965.
Austin Trevor a declarat că a primit rolul lui Poirot doar pentru că putea vorbi cu accent francez.

## Distribuție
- Austin Trevor  - Hercule Poirot
- Jane Carr  - Lady Edgware
- Richard Cooper  - căpitanul Hastings
- John Turnbull  - inspector Japp
- Michael Shepley  - căpitanul Roland Marsh
- Leslie Perrins  - Bryan Martin
- CV Franța - Lord Edgware
- Esme Percy  - Ducele de Merton